# أدهم صبري
أدهم صبري هو شخصية خيالية من ابتكار الكاتب نبيل فاروق، وهو بطل سلسلة رجل المستحيل. وهو رجل مخابرات مصري برتبة عميد يضعه الكاتب في مواجهات مع عدة أجهزة استخباراتية عالمية مثل الموساد وغيرها.

## حول الشخصية

### قصة حياة أدهم صبري كما في روايات «رجل المستحيل»
من المرجح أنه ولد عام 1950، وكان قد تخرج من الكلية الحربية في حوالي العام 72، والتحق بقوات الصاعقة. شارك في حرب أكتوبر 1973 حيث كان أحد أوائل العسكريين اللذين عبروا القناة في ليله العبور في عمليه سريه للسيطرة على ممر متلا وهي العملية التي اكسبته شهرة كبيرة في أوساط الجيش المصري وحصل بسببها على تكريم من الرئيس أنور السادات. بعد انتهاء الحرب انتقل إلى صفوف المخابرات العامة وقام بأول عمليه رسميه له بمساعده زميلته منى توفيق في فرنسا في محاوله لاستعاده أحد العلماء المصريين المخطوفين من قبل الموساد الإسرائيلي.
ولد أدهم صبرى لأبوين مصريين، كان والده يعمل ضابط بالقوات المسلحة وكان من الرعيل الأول من الضباط المنوطين بإنشاء جهاز المخابرات المصرى. كان والده يسعى ليصبح أحد الضباط البارزين في هذه المجال ولكن هاله ما قرأه عن تاريخ حروب المخابرات خاصا في الحرب العالمية الثانية وكيف تطور هذا المجال بشده. حين أيقن والده أنه من الصعب عليه أن يصل للمستوى اللذى يريد أن يصل إليه قرر أن يقوم بمحاوله لتدريب ولديه منذ صغرهما ليحملا هذه المسئولية. كان عمر أدهم وقتها 3 أعوام فقط. حاول الأب أن يقوم بتعليم أبنائه المهارات اللازمة للعمل في مجال المخابرات.
رجل مخابرات وطني جداً يعتمد كثيراً على مهاراته التي اكتسبها من العمل في المخابرات ومهاراته الرياضية المدهشة واستغلاله لسرعة استجابته الخارقة التي تمكنه من مقاتلة أعدائه بمنتهى المهارة. قد يظن البعض أنه نسخة معربة من "جيمس بوند" إلا أن الشخصيتين تختلفان تماما حيث يعتمد جيمس بوند على الاختراعات والحيل التكنولوجية التي يزوده بها جهاز المخابرات، وليس على قوته الجسدية والمهارية، كما أنه هناك فرق شاسع بين الشخصيتين من الناحية الأخلاقية، فأدهم صبرى يظهر في الروايات وهو يصلي بانتظام كما أنه شديد الايمان بالله سبحانه وتعالى وبالقضاء والقدر ونقطة ضعفه هي الكرامة الزائدة وكره القتل دون سبب ضرورى، وهي نفسها أسباب قوته. على عكس بوند فهو يظهر كزير نساء بعلاقاته الغرامية المتعددة. كما أن أدهم صبرى يعتبر قدوة حسنة للشباب سواء على الناحية الدينية أو الوطنية أو الأخلاقية فهو كما نرى من الأحداث شديد الحب لوطنه وشديد الغيرة عليه كما أنه لا يبدى شيئا أبدا عن وطنه فهو بالنسبة له رقم واحد أما عن الجانب الأخلاقى فهو لايدخن ولا يحتسى الخمر ونرى في علاقته بزميلته منى أنه دائما شديد التهذيب معها وعندما أحس بشعوره تجاهها لم يتردد في اتخاذ الخطوة الايجابيه تجاه هذا الحب الطاهر فتقدم لطلب يدها على الفور ولكن كان الرفض من جانبها بسبب كثرة الندوب في جسدها بسبب استخراج الرصاصات منه بسبب المهام الخطرة المكلفة بها رغم عشقها الذي يفوق الخيال له كما نرى احترام أدهم الشديد لذكرى والده ووالدته والتزامه الدائم بما لقنه إياه والده. يلقب اأدهم صبرى رجل المستحيل داخل أروقة المخابرات بـ (ن-1) ن تعني نادر و1 تعنى الأول من نوعه.

## مواهبه
يتمتع أدهم صبرى بالمواهب التالية:
- يجيد كل الفنون القتالية إجادة تامة.
- يجيد التنكر بجميع أنواعه ويجيد أيضا صناعة أدوات تنكره ببراعة مضافا إليه إجادة تقليد صوت الهدف وحتى نبرته المميزة وكذلك تقمص الشخصية نفسيا كأن يتكلم بأسلوبه ويتحرك بطريقته مصدرا نفس ردود الأفعال.
- بارع في استخدام جميع الاسلحة وقيادة المركبات سواء سيارات طائرات أو حتى غواصات.
- يتميز بسرعة استجابة عضلية وعصبية خرافية تمكنه من التفوق في القتال اليدوى بشكل تام.

يجيداكثرمن 15 لغات أجنبية بجميع لهجاتها ولكناتها غير العربية إن لم يكن أكثر حسب الإحصائيات التي قام بها قراء هذه السلسلة.
- كما أنه إنسان وطني جدا لم يهمل الجانب الدينى في شخصيته كإنسان مسلم حيث كان يظهر في بعض الأعداد وهو ملتزم بأداء الصلاة بين أحداث القصة.
- لم يهمل جانب العقل فهو متفوق في التخطيط الاستراتيجى واكتشاف نقاط الضعف بأي نظام محكم وسرعة وحسن التصرف في المواقف الصعبة وقدرات هائلة على سرعة الاستيعاب والقدرة على الارتجال والتطوير في أي وقت وتحت أي ظروف مفاجئة للبيئة المحيطة والتكيف معها وتسخيرها له كأدوات مساعدة لنجاح عملياته.
- ظهر في بعض الروايات خبرته بتقليد الخطوط وبعض الخبرات الكيميائية والتعامل مع الكمبيوتر وكذلك إمكانية غير مسبوقة في القتال في مختلف أنواع البيئة المحيطة (حرب الغابات - حرب الصحراء- حرب الثلوج - حرب الشوارع - البيئة المائية - القتال الجوى).
- لم تظهر حتى الآن في رواياته رياضة سواء ترفيهية (كالجولف) أو ذهنية (كالشطرنج) أو عضلية (فنون القتال - سباحة - جمباز - إلخ)وإلا وكان يجيدها ببراعة منقطعة النظير.

### مصدر إلهام شخصيته الحقيقية حسب أقوال المؤلف
هذه المعلومات مصدرها المؤلف نبيل فاروق فقط
ظلت شخصية رجل المستحيل شخصية خيالية إلى أن ظهر عدد رقم 25 «أوراق بطل» من سلسله كوكتيل 2000 تلك السلسلة الشهيرة ضمن باقة روايات مصرية للجيب والتي تحدث فيها الدكتور نبيل فاروق عن علاقته بجهاز المخابرات العامة المصرية ثم لقائه بالشخصية الحقيقة التي استوحى منها شخصية رجل المستحيل، وكان لهذا العدد صدى واسع لدى العديد من القراء والمتابعين لسلسلة رجل المستحيل إذ أنه لقرابة 16 سنة ظلت الشخصية خيالية في نظرهم، تبعه بعد ذلك العدد 26 «الملحمة» من نفس السلسلة كوكتيل 2000 وتحدث فيها الرجل عن أولى عملياته الرسمية لجهاز المخابرات العامة المصرية وكانت في قلب إسرائيل ومن خلال العددين تكونت عدة دلائل عن شخصية رجل المستحيل الحقيقة.
- اسمه الحقيقي يبدأ بحرف الألف واسم والده يبدأ بحرف الصاد.
- ولد عام 1952.
- والده كان من الضباط الأحرار الذين قاموا بثورة يوليو 1952.
- منذ أن كان في الثالثة من عمره كان يجيد الإنكليزية وبعض الفرنسية وكيفية فك وربط المسدسات وذلك برغبة من والده الذي أراد أن يصنع منه رجل مخابرات مثالى.
- عندما أصبح في الثامنة عشر من عمرة أصبح يجيد خمس لغات أجنبية بلهجاتها المختلفة بالإضافة إلى رياضات قتالية كالجودو والكاراتية والملاكمة والمصارعة.
- اغتيل والده إثر عملية أعدها له الموساد في إيطاليا ولكنها فشلت ثم جرت له محاولة اغتيال أخرى في لندن حيث كان يعمل ملحق عسكري في السفارة المصرية حينذاك وكان ذلك عام 1969.
- تربت لدى (ألف صاد) غضب وكراهية للموساد وأصر على الانتقام ومن ثم التحق بالكلية الحربية في نفس العام.
- تخرج فيهاعام 1970 والتحق بقوات الصاعقة حيث اشترك في حرب الاستنزاف وكانت له بطولات عديدة فيها.
- عمل لدى المخابرات المصرية بصفه غير رسمية في عملية هامة خاصة بأنابيب النابلم وكان ذلك 1971 ولا تزال هذة العملية تندرج تحت بند «السرية التامة».
- شارك في حرب أكتوبر وكان له بطولات كبيرة فيها كعمليات الممرات التي ساهمت بشكل فعال في انتصار القوات المصرية وحصل على وسام الاستحقاق من رئيس الجمهورية الراحل محمد أنور السادات.
- التحق (ألف صاد) رسميا بجهاز المخابرات العامة المصرية عام 1973 ومنها أصبح رائد ومن ثم تتدرج في الرتب بسسب براعته اللافتة.
- كانت له مواجهات عديدة مع معظم أجهزة المخابرات الأجنبية كالموساد الإسرائيلي والمكتب الخامس الإنجليزي وال (CIA)الأمريكية وال (KGB)السوفيتية ومنظمات جاسوسية وإجرامية دولية عديدة تعد من الكيانات التي لم يحتك بها غيره.
- لا تزال جميع عملياته تحت بند «السرية التامة» ولا تزال السلطات المصرية تحيطه بسياج أمني كبير.
  - الخبرات التي اكتسبها ادهم صبري منذ نعومة اظفارة بالإضافة إلى الخبرة التي اكتسبها من كثرة الاحتكاك بالعمل الذي برع فيه أدى إلى تكوين شخصية مميزة بلا شك ولكن كل هذا لا يستقيم الا بالإرادة والهدف الذي عاش حياته كلها من أجله

ان ادهم صبري هو النموذج الذي يحتذى به كلا حسب عمله فالاجتهاد والسعي إلى التميز والتفوق يؤدي في النهاية إلى النجاح الذي يرفع من شأن الإنسان ان الذي ينظر إلى شخصية ادهم صبري الموصوفه بين سطور القصص يعرف جيدا ما هي صفات الإنسان الناجح التي يجب أن تكون مثالا لغيره
ان المؤلف من خلال خبرته وسعة اطلاعه قد كتب تلك الشخصية الرائعة التي لم يترك فيها أي خطأ أو سهو وإذا نظرنا إلى الهدف من وراء تلك القصص والتي ورد ذكرها في رواية اوراق بطل هي قمة الشرف الذي يمكن لجندي في المعركة ان يحققه

## تاريخ مغامرات الشخصية في سلسلة رجل المستحيل
- أول عدد من السلسلة صدر سنة 1984، وهو الاختفاء الغامض.
- شاركت منى توفيق مع أدهم صبري في مهامه من المغامرة الأولى الاختفاء الغامض وحتى المغامرة 12 حلفاء الشر وتوقفت بعد إصابتها.
- شاركت هويدا كمال مع أدهم في العددين الثالث عشر أرض الأهوال والرابع عشر عملية مونت كارلو ثم استقالت من جهاز المخابرات المصري لتعمل بالسينما الفرنسية ثم شاركت أدهم بشكل غير رسمي في العدد السابع من سلسلة الأعداد الخاصة سري للغاية.
- عادت منى توفيق لمشاركة أدهم في مهامه في العدد السادس عشر الخدعة الأخيرة.
- كان أول لقاء بين أدهم صبري وسونيا جراهام عدوته اللدود في العدد التاسع عشر أبواب الجحيم.
- طلب أدهم صبري الزواج من منى توفيق في الأعداد 25 الخنجر الفضي، 37 مخلب الشيطان 44 العين الثالثة، 78 صحراء الدم، 100 الضربة القاصمة، 132 فريق المستحيل.
- كانت صراعات أدهم صبري مع سونيا جراهام في الأعداد 19، 20، 22، 24، 25، 27، 30،34، 37، 40، 41، 47، 48، 49، 50، 58، 59، 61، 62، 63، 68، 69، 70، 76، 77، 91، 92، 93، 94، 95، 96، 97، 98، 99، 100، 119، 120، 121، 127، 128، 129، 130، 131، 132، 133، 134، 146، 147، 148، 149، 150.
- الأعداد التي سردت مغامرات أدهم صبري قبل التحاقه بالمخابرات العامة هي: 31 الخطوة الأولى، 32 خيط اللهب، 33 القوة أ.
- فقدت منى توفيق ذاكرتها في العدد 46 لهيب الثلج.
- كان أول لقاء بين أدهم صبري ودونا كارولينا في العدد 60 دونا كارولينا، وأصبح أدهم صديقاً للمافيا.
- سردت الرواية 61 ملائكة الجحيم قصة أدهم صبري في صغره، وكيف دربه والده منذ أن كان في سن الثالثة من عمره، حتى أصبح يجيد كل هذه المهارات في سن صغيرة.
- كان أول لقاء بين أدهم صبري وموشى دزرائيلي، عدوه الإسرائيلي اللدود، في العدد 65 الجليد المشتعل.
- تمكن أدهم صبري من التخلص من موشى دزرائيلي في العدد 67 الجحيم المزدوج، لكنه لم يلق مصرعه وعاد إلى الصراع في العدد 91 الوجه الخفي، حتى لقي مصرعه تماماً في العدد 100 الضربة القاصمة، بعد أن قتل حسام حمدي معتقداً أنه أدهم.
- بعد أن قتل الموساد والده، أراد أدهم صبري الانتقام له في قصة 24 الضباب القاتل من اللورد لويد، ولكن تصيب سونيا اللورد برصاصة تستقر في عموده الفقري أثناء محاولتها قتل ادهم صبرى ويتركه أدهم ليلقى حتفه على يد سونيا جراهام ويتوصل إلى أن قاتل والده هو مدير الموساد، فتوصل إليه في عقر داره لكنه تركه وعفا عنه وذلك في قصة 72 شريعة الغاب.
- فقد أدهم صبري ذاكرته في العدد 81 الرجل الآخر، وتزوج سونيا جراهام في العدد 83 معركة القمة، واستعاد ذاكرته في العدد 84 جزيرة الجحيم، وأنجب ابن يدعى آدم من سونيا جراهامو قد ظل اسمه مجهول لفترة بالنسبة للقراء.
- اعتقد القراء أن سونيا جراهام لقيت مصرعها مع ابن أدهم صبري في العدد 100 الضربة القاصمة، وتحطمت كف قدري اليمنى، وسقطت منى توفيق في غيبوبة عميقة، ثم عادت سونيا مرة أخرى مع ابنها في العدد 119 فوق القمة.
- شاركت جيهان فريد أدهم صبري في مغامراته منذ العدد 104 الإعصار الأحمر.
- بعد أن كادت تحتضر في العدد 105 عقارب الساعة استيقظت منى توفيق من غيبوبتها في العدد 109 قبضة الشر.
- ظهرت السنيورا في العدد 106 الأفعى وظلت غامضة حتى العدد 121 وجه الأفعى، حتى انكشفت واتضح أنها كلوديا موريس التي تسبب أدهم في اعتقالها في روسيا في العدد 63 الجاسوس.
- ظهر فريق المستحيل الجديد الذي اختاره أدهم بنفسه في العدد 131 الحدود ويتكون من علاء وشريف وريهام.
- استشهد علاء برصاص المافيا الروسية في مدينة الذئاب العدد 137
- قامت الدرر للإنتاج الفني والتوزيع بإنتاج فيلم رسوم متحركة لـ أدهم صبري باسم المهند وفريق النينجا عن قصة العدد 110 اغتيال من سلسلة رجل المستحيل، ويوجد الفيلم حالياً في الأسواق، كما أن له جزء ثاني يجري إنتاجه أيضاً. إلا أن الفيلم لا يجسد شخصية أدهم صبري الحقيقة بل تم إجراء الكثير من التغييرات في السيناريو والشخصيات، فأصبح أدهم باسم المهند وقدري باسم عمر، حيث أن الفيلم يعتبر من الأفلام الإسلامية، وهو أول فيلم رسوم متحركة أكشن في العالم العربي.

### نهاية أدهم صبري
على إثر عدة نهايات لقصص سابقة بدا فيها أن أدهم صبري قد توفي لكنه يعود على إثرها على قيد الحياة (مثل خاتمة العدد 150)، أصدر الكاتب في أكتوبر 2008 الرواية الأخيرة لسلسلة رجل المستحيل تحت اسم (الوداع) وقد صدرت في منطقة الخليج ضمن إصدارات دايموند بوك للنشر والتوزيع في شهر نوفمبر وفي مصر ضمن المؤسسة العربية الحديثة بعد أن دامت السلسلة لأكثر من 25 عاما، وتنتهي بانفجار في حفل زفاف أدهم يتسبب في اختفائه هو وزوجته ثم يأتي في عدد خاص يحمل اسم (أدهم) يتواصل فيه أدهم مع صديق عمره «قدري» ليخبره أنه هو و«منى» بخير وأن آدم الصغير (إشارة إلى ابن أدهم الذي استرده من إسرائيل) يرسل له تحياته.

## وصلات خارجية
- موقع روايات .